# Technique
Technique è il quinto album discografico della band inglese New Order, pubblicato nel gennaio 1989.

## Tracce
1. Fine Time – 4:42
2. All the Way – 3:22
3. Love Less – 2:58
4. Round & Round – 4:29
5. Guilty Partner – 4:44
6. Run – 4:29
7. Mr. Disco – 4:20
8. Vanishing Point – 5:15
9. Dream Attack – 5:13

2008 Collector's Edition Bonus Disc
1. Don't Do It – 4:34
2. Fine Line – 4:45
3. Round & Round – 6:52
4. Best & Marsh – 4:32
5. Run 2 (Extended Version) – 5:26
6. MTO (Minus Mix) – 5:27
7. Fine Time (Silk Mix) – 6:19
8. Vanishing Point (Instrumental Making Out Mix) – 5:12
9. World in Motion (Carabinieri Mix) – 5:52

## Formazione
New Order
- Bernard Sumner - voce, chitarre, melodica, sintetizzatore, programmazione
- Peter Hook - basso, percussioni, sintetizzatore, programmazione
- Stephen Morris - batteria, sintetizzatore, programmazione
- Gillian Gilbert - sintetizzatore, programmazione, chitarre

Tecnici
- New Order - produzione
- Michael Johnson - ingegneria
- Richard Chappell - assistente ingegneria
- Aaron Denson - assistente ingegneria
- Richard Evans - assistente ingegneria
- Alan Meyerson - missaggio
- Trevor Key - design
- Peter Saville - design